# Aplec del Caragol de Lleida

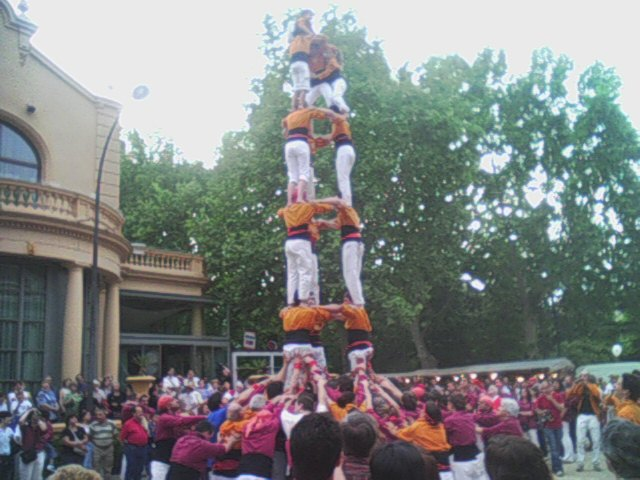
Aplec del Caragol

L’aplec del Caragol de Lleida este o întâlnire care se realizează anual, într-un sfârșit de săptămână din luna mai, lângă malul râului Segre și Camps Elisis din Lleida, din anul 1980 încoace. Este o manifestare gastronomică în care melcii sunt protagoniști și care include muzică, fanfară și o defilare pe străzile orașului. În anul 2010 se așteptau 200.000 de vizitatori și s-au consumat douăsprezece tone de melci..

## Istoric
În anul 1980, cu aproximativ 12 grupuri, lua naștere prima întâlnire, care includea o defilare pe străzile orașului Lleida. În jur de 300 de asistenți au participat la prima sărbătoare de Aplec, iar în jur de 4000 de vizitatori au asistat la prima întâlnire gastronomică din Lleida.
Grupul numit Ordre del Caragol (“Ordinul Melcului”) a fost grupul mamă al Aplecului. Ordre del Caragol reunise alte 18 grupuri pentru a petrece o zi lângă râul Segre. În acest sens au cerut colaborarea și autorizația de la Primăria din Lleida pentru a realiza un Aplec la plopișul râului în cartierul Cappont. Pe 1 aprilie 1981, Ordre del Caragol a trimis prima scrisoare grupurilor în care se informa despre principalele acorduri aprobate la ultima ședință cu reprezentanții grupurilor și despre înscrierea altor 34 de grupuri și a unor 2.300 de participanți la următorul Aplec del Caragol.
Tot în 1981 apărea Aplequet sau Aplec de Tardor (“Întâlnirea Toamnei”), care, în primul sfârșit de săptămână din octombrie adună în jur de 60 de grupuri și vreo 3.000 de asistenți ca un omagiu adus originilor Aplecului, pe când se celebra doar o zi.
La celebrarea celui de-al patrulea Aplec del Caragol s-a înregistrat un disc cu cântece populare din Lleida, printre care s-a introdus și unul dedicat melcului. În anul 1986 Aplec del Caragol a fost inclus în programul de activități al Zilelor Orașului Lleida. Cu o săptămână înainte de desfășurarea Aplecului, pe 8 mai 1988, Lleida a intrat în Cartea Recordurilor Guiness pentru a reuși un record mundial: realizarea celei mai mari cratițe de melci din lume. Aplec del Caragol din 1990 a prezentat ca noutate editarea discului Aplec del Caragol cu nouă cântece populare din Lleida cu versurile și muzica fraților Àngel și Joan Martinez și colaborarea lui Manuel Peralta, Eduardo Quijada și a Federației de Grupuri de Aplec. 
În anul 1994 s-a constituit prima comisie democratică a Aplecului. Aplecul din 1997 a avut în central atenției celebrarea primei Săptămâni Culturale și celebrarea celui dintâi Caragol Rock, cu participarea ansamblurilor Terrorvision, Los Sencillos și Cafe Soul. În anul 2002 Aplecul a fost declarat de către Generalitat de Catalunia.
(guvernul regional) Sărbătoare Tradițională de Interes Național.

## Referències
1. ↑  «L’Aplec del Caragol de Lleida busca superar el seu rècord de participació».